# 職業重建

職業重建（英語：Vocational rehabilitation）為社會福利系統中協助身心障礙者就業的多元化服務項目，政府與非營利組織透過職務再設計、職業訓練、職前準備、職業輔導等各項職業重建服務來幫助身心障礙者順利就業，與社會接軌。
根據法律，職業重建的服務項目包含但不限於：職業輔導評量、職業訓練、就業服務、職務再設計、創業輔導及其他職業重建服務。而特定障礙別，如視力障礙者，則另有詳細之規定。

## 職務再設計
實務上為身心障礙者就業後之服務。經過專業人員之工作分析，根據每個身心障礙者各自的身心狀況、能力、條件與需求，為其規劃工作流程、量身打造適合就業之工作環境、提供適合之輔具，協助增進工作能力與提升工作效能，達成身心障礙者穩定就業的目標之服務。常見之職務再設計範例為工作環境之無障礙環境之改造。

## 職業訓練
可簡單分為就業前的養成訓練以及就業後的在職訓練兩種。由政府或民間機構辦理，協助身心障礙者取得一技之長，培訓或增進其工作技能。

## 職業輔導
主要為就業前之服務，由專業人員(職業重建個案管理員)評估個案之需求，如需要深入評估則轉介職業輔導評量，協助身心障礙者擬定職業重建計畫，轉介各項資源協助其就業。

## 專業團隊
職業重建服務之專業分工，有以下六種專業人員：
- 職業訓練師：直接擔任職業技能與相關知識教學事項。
- 職業訓練員：辦理職業技能訓練事項。
- 職業輔導評量員(職評員)：辦理職業輔導評量計畫擬定、個案職業輔導評量、撰寫職業輔導評量報告及提供個案就業建議等事項。
- 就業服務員(就服員)：辦理就業服務計畫擬定、就業諮詢、就業機會開發、推介就業、追蹤輔導、職務再設計及就業支持等事項。
- 職業重建個案管理員(職重個管員)：辦理就業轉銜、職業重建諮詢、開案評估、擬定初步職業重建服務計畫、分派或連結適當服務、資源整合與獲取、服務追蹤及結案評定等事項。
- 督導：協助專業人員專業知能提升、情緒支持與團隊整合及溝通等事項。[5]